# Buxières-d'Aillac
Buxières-d'Aillac és un municipi francès, situat al departament de l'Indre i a la regió de Centre – Vall del Loira. L'any 2007 tenia 215 habitants.

## Demografia

### Població
El 2007 la població de fet de Buxières-d'Aillac era de 215 persones. Hi havia 88 famílies, de les quals 19 eren unipersonals (15 homes vivint sols i 4 dones vivint soles), 46 parelles sense fills i 23 parelles amb fills.
La població ha evolucionat segons el següent gràfic:
Habitants censats

### Habitatges
El 2007 hi havia 121 habitatges, 90 eren l'habitatge principal de la família, 10 eren segones residències i 22 estaven desocupats. 115 eren cases i 4 eren apartaments. Dels 90 habitatges principals, 80 estaven ocupats pels seus propietaris, 8 estaven llogats i ocupats pels llogaters i 2 estaven cedits a títol gratuït; 1 tenia una cambra, 5 en tenien dues, 12 en tenien tres, 27 en tenien quatre i 45 en tenien cinc o més. 40 habitatges disposaven pel capbaix d'una plaça de pàrquing. A 32 habitatges hi havia un automòbil i a 55 n'hi havia dos o més.

### Piràmide de població
La piràmide de població per edats i sexe el 2009 era:
| Homes | Edats   | Dones |
| ----- | ------- | ----- |
| 4     | 95 o +  | 0     |
| 0     | 90 a 94 | 4     |
| 0     | 85 a 89 | 0     |
| 0     | 80 a 84 | 4     |
| 4     | 75 a 79 | 0     |
| 12    | 70 a 74 | 8     |
| 8     | 65 a 69 | 12    |
| 4     | 60 a 64 | 4     |
| 4     | 55 a 59 | 8     |
| 8     | 50 a 54 | 8     |
| 16    | 45 a 49 | 12    |
| 12    | 40 a 44 | 12    |
| 0     | 35 a 39 | 12    |
| 0     | 30 a 34 | 0     |
| 8     | 25 a 29 | 12    |
| 24    | 20 a 24 | 4     |
| 8     | 15 a 19 | 8     |
| 16    | 10 a 14 | 0     |
| 0     | 5 a 9   | 4     |
| 0     | 0 a 4   | 8     |

## Economia
El 2007 la població en edat de treballar era de 136 persones, 118 eren actives i 18 eren inactives. De les 118 persones actives 108 estaven ocupades (58 homes i 50 dones) i 10 estaven aturades (3 homes i 7 dones). De les 18 persones inactives 7 estaven jubilades, 4 estaven estudiant i 7 estaven classificades com a «altres inactius».

### Ingressos
El 2009 a Buxières-d'Aillac hi havia 87 unitats fiscals que integraven 203 persones, la mediana anual d'ingressos fiscals per persona era de 17.579 €.

### Activitats econòmiques
Dels 7 establiments que hi havia el 2007, 1 era d'una empresa extractiva, 1 d'una empresa de fabricació d'altres productes industrials, 1 d'una empresa de construcció, 1 d'una empresa de comerç i reparació d'automòbils, 1 d'una empresa d'hostatgeria i restauració, 1 d'una empresa immobiliària i 1 d'una empresa de serveis.
Dels 2 establiments de servei als particulars que hi havia el 2009, 1 era una fusteria i 1 restaurant.
L'any 2000 a Buxières-d'Aillac hi havia 24 explotacions agrícoles que ocupaven un total de 1.680 hectàrees.

## Poblacions més properes
El següent diagrama mostra les poblacions més properes.